# Tim Breukers
Tim Breukers, né le 4 novembre 1987 à Oldenzaal aux Pays-Bas, est un footballeur néerlandais qui évolue au poste de arrière droit.

## Palmarès
Néant